# Rainer Diehl
Rainer Gerhard Diehl (* 1952) ist ein deutscher Arzt, Sozialmediziner und Rehabilitationswissenschaftler. Er ist leitender Arzt und Mitglied der Direktionsabteilung der Deutschen Rentenversicherung Hessen und Autor von zahlreichen wissenschaftlichen Publikationen und Buchbeiträgen sowie Mitherausgeber und -autor u. a. der Werke  Rehabilitation Behinderter, Kursbuch Sozialmedizin sowie der Checkliste Physikalische und Rehabilitative Medizin. Im englischsprachigen Bereich ist er zudem Übersetzer und Mitautor von Rehabilitation of Disabled People. Er ist unter anderem Facharzt für Allgemeinmedizin, Facharzt für Physikalische und Rehabilitative Medizin, Sozialmedizin, Rehabilitative Medizin, Sportmedizin, Ärztliches Qualitätsmanagement.

## Leben
Rainer G. Diehl studierte als Stipendiat der Studienstiftung des deutschen Volkes an der J.W.Goethe-Universität Frankfurt Medizin und Philosophie. Die experimentelle Promotion erfolgte 1978 mit sehr guter Bewertung. Weitere frühe Forschungstätigkeiten erfolgten u. a. als Stipendiat der Max-Planck-Forschungsgemeinschaften sowie als wissenschaftlicher Mitarbeiter der J.W. Goethe-Universität. Die spätere Forschungstätigkeit umfasste u. a. sozialmedizinische Forschungsthemen.
In Fachkreisen bekannt ist er auch durch sein langjähriges Engagement im Bereich der sozialmedizinischen Lehre und ärztlichen Weiterbildung. So war er u. a. gemeinsam mit H.J. Woitowitz am Aufbau der ersten sozialmedizinischen Weiterbildungseinrichtung in Hessen (Hessische, später Hessisch-Thüringische Akademie für Betriebsmedizin, Arbeitsmedizin und Sozialmedizin) beteiligt und ist noch heute als Sektionsvorstand, Kursleiter und Dozent bei der Akademie der Landesärztekammer Hessen für die sozialmedizinische Weiterbildung von Ärzten verantwortlich. Er war deutscher Vertreter bei Rehabilitation International, ist Mitglied im Sachverständigenrat der deutschen Ärzteschaft, Mitglied im Ärztegremium (DRV), Mitglied im Sachverständigenrat der Ärzteschaft der Bundesarbeitsgemeinschaft für Rehabilitation, Sachverständiger im Sachverständigenrat sowie Mitglied in Gutachter- und Prüfungsausschüssen der Landesärztekammer Hessen und Rheinland-Pfalz. Das Kursbuch Sozialmedizin ist mittlerweile das Standardlehrbuch der sozialmedizinischen Weiterbildung in Deutschland und dem deutschsprachigen Ausland.